# 泷河水库
泷河水库是中国陕西省渭南市境内的一座水库，位于泷河上，建于1963年。水库正常库容为1200万立方米，集雨面积为224平方千米，海拔为399.5米。